# Elżbieta Śmiarowska
Elżbieta Śmiarowska – spikerka Telewizji Polskiej w latach 70. XX wieku.
Popularna spikerka. Żona Krzysztofa Materny. W pewnym momencie uchodziła za symbol urody (długowłosa blondynka) i otrzymywała wiele listów od wielbicieli (wspomina o tym Tadeusz Pikulski w książce „Prywatna historia telewizji publicznej”). Znalazła się na okładkach magazynów, m.in. „Ekran” (35/1972; 11/1977).
Wraz z mężem współprowadziła cztery pierwsze edycje Spotkań Zamkowych „Śpiewajmy Poezję” (1974–1977) oraz Sopot Festival 1976.